# Chiesa di Santa Maria dei Vergini
La chiesa di Santa Maria dei Vergini è una delle chiese monumentali di Napoli.

## Storia
Il tempio ed il suo convento vennero eretti sul sito dove, nel 1326, gli abitanti di Porta San Gennaro avevano fatto costruire una piccola cappella ed il relativo ospedale intitolati a Santa Maria del Borgo dei Vergini. Il complesso, nel 1334, venne poi ceduto ai frati Crociferi di San Cleto. Successivamente, questa struttura passò ai Padri della Missione sotto il cardinale Caracciolo.
Nel XVIII secolo vennero realizzati numerosi interventi di restauro; il primo ordine dell'interno risale agli interventi settecenteschi (una delle uniche parti rimaste dell'edificio settecentesco), mentre la facciata fu innalzata su progetto del noto Giuseppe Astarita, che realizzò un disegno di paraste e colonne determinando un effetto di chiaroscuro con lo stucco che affianca la parte centrale in piperno.
Nella seconda guerra mondiale, durante un pesante bombardamento aereo su Napoli, il tempio venne quasi interamente distrutto: rimasero illese solo alcune strutture, mentre le fiamme semidistrussero il resto. La maggior parte degli arredi sacri e delle opere d'arte andarono distrutte.
Negli anni cinquanta del XX secolo la struttura è stata ricostruita nelle sue forme attuali, facendo riferimento alla primitiva architettura. Le principali opere scampate dalla demolizione bellica sono: la statua marmorea dell'Immacolata di Francesco Liberti e Giuseppe Pirotti nella nicchia al centro della facciata, il sepolcro marmoreo dell'avvocato Ezechiele Galanti a destra dell'ingresso, il fonte battesimale del XVII secolo  (dove fu battezzato Sant'Alfonso Maria de' Liguori) a sinistra del medesimo, l'organo sulla cantoria in controfacciata, un San Giuseppe con il Bambino, gruppo ligneo settecentesco, e infine il Sant'Alfonso di Carmine Toro, situato nella cappella dedicata al celebre santo napoletano; mentre nel dopoguerra vennero apposti le tele dell'Immacolata di Roberto Carignani alle spalle dell'altare maggiore settecentesco, del Cristo Crocifisso di G.Leone (datata 1952) sul primo altare a sinistra e delle scene dipinte a tempera con Episodi della vita di Sant'Alfonso del parroco-pittore don Iginio Pinto (?-1978) nella cappella del santo.
Negli anni sessanta del Novecento la chiesa fu al centro di rilevanti scoperte artistiche, specie nel corso dei lavori del 1963, quando emersero frammenti di affreschi del XVI secolo ed i resti della zona absidale e della navata dell'originario tempio trecentesco.
Adiacente alla chiesa è l'Oratorio della Confraternita dell'Immacolata ai Vergini. Come la chiesa principale venne gravemente danneggiato dai bombardamenti del 1943 e anch'esso conserva poco del contenuto artistico del passato. Vi si accede da vico Santa Croce ai Miracoli.